# Hallstahammar
Hallstahammar este un oraș în Suedia.

## Demografie
| \| Evoluția demografică a zonei urbane Hallstahammar, 1970–2015 \| Evoluția demografică a zonei urbane Hallstahammar, 1970–2015 \| Evoluția demografică a zonei urbane Hallstahammar, 1970–2015 \| Evoluția demografică a zonei urbane Hallstahammar, 1970–2015 \| Evoluția demografică a zonei urbane Hallstahammar, 1970–2015 \| \| --------------------------------------------------------------------------------------- \| ------------------------------------------------------------ \| ------------------------------------------------------------ \| ------------------------------------------------------------ \| ------------------------------------------------------------ \| \| An \| \| \| Locuitori \| \| \| 1970 \| 1970 \| \| 13.818 \| 13.818 \| \| 1975 \| 1975 \| \| 13.583 \| 13.583 \| \| 1980 \| 1980 \| \| 13.330 \| 13.330 \| \| 1990 \| 1990 \| \| 11.841 \| 11.841 \| \| 1995 \| 1995 \| \| 11.176 \| 11.176 \| \| 2000 \| 2000 \| \| 10.376 \| 10.376 \| \| 2005 \| 2005 \| \| 10.300 \| 10.300 \| \| 2010 \| 2010 \| \| 10.478 \| 10.478 \| \| 2015 \| 2015 \| \| 10.787 \| 10.787 \| \| Sursa: SCB - Statistika Centralbyrån, Folkmängden per tätort. Vart femte år 1960 - 2016 \| \| \| \| \| |      |  |           |        |
| Evoluția demografică a zonei urbane Hallstahammar, 1970–2015 |      |  |           |        |
| An |      |  | Locuitori |        |
| 1970 | 1970 |  | 13.818    | 13.818 |
| 1975 | 1975 |  | 13.583    | 13.583 |
| 1980 | 1980 |  | 13.330    | 13.330 |
| 1990 | 1990 |  | 11.841    | 11.841 |
| 1995 | 1995 |  | 11.176    | 11.176 |
| 2000 | 2000 |  | 10.376    | 10.376 |
| 2005 | 2005 |  | 10.300    | 10.300 |
| 2010 | 2010 |  | 10.478    | 10.478 |
| 2015 | 2015 |  | 10.787    | 10.787 |
| Sursa: SCB - Statistika Centralbyrån, Folkmängden per tätort. Vart femte år 1960 - 2016 |      |  |           |        |